# Куланотпес
Куланотпе́с (каз. Құланөтпес) — село у складі Нуринського району Карагандинської області Казахстану. Адміністративний центр та єдиний населений пункт Куланського сільського округу.
Населення — 304 особи (2021; 450 у 2009, 1055 у 1999, 1352 у 1989).
Національний склад станом на 1989 рік:
- казахи — 75 %.